# Wilhelm Manchot (Chemiker)/Veröffentlichungen
Dieser Artikel stellt eine Übersicht der Veröffentlichungen des Chemikers Wilhelm Manchot (1869–1945) dar.

## Veröffentlichungen des Chemikers Wilhelm Manchot
- Triazolverbindungen aus Amidoguanidin. München 1895 (Inaugural-Dissertation zur Erlangung der Doctorwürde).
- Über Oxytriazolcarbonsäure und Oxytriazol. In: Berichte der Deutschen Chemischen Gesellschaft. Jg. 31, Nr. 3, 1898, ISSN 0365-9496, S. 2444–2447 (online).
- F. K. Johannes Thiele, M.: Über Derivate des Triazols. In: Justus Liebig's Annalen der Chemie. Band 303, Nr. 1, 1898, ISSN 0075-4617, S. 33–56.
- Über freiwillige Oxydation. Beiträge zur Kenntnis der Autoxydation und Sauerstoffaktivierung. Göttingen 1899 (Habilitationsschrift).
- Manchot, J. Herzog: Über das Verhalten des Kobaltocyankaliums und der Chromoverbindungen gegen Sauerstoffgas. In: Berichte der Deutschen Chemischen Gesellschaft. Jg. 33, Nr. 2, 1900, ISSN 0365-9496, S. 1742–1748 (online).
- Über Sauerstoffactivirung. In: Justus Liebig's Annalen der Chemie. Band 314, Nr. 1/2, 1901, ISSN 0075-4617, S. 177–199.
- Manchot, J. Herzog: Über die Oxydation des Indigweisses durch Sauerstoffgas. In: Justus Liebig's Annalen der Chemie. Band 316, Nr. 3, 1901, ISSN 0075-4617, S. 318–330.
- Manchot, J. Herzog: Die Autoxydation des Hydrazobenzols. In: Justus Liebig's Annalen der Chemie. Band 316, Nr. 3, 1901, ISSN 0075-4617, S. 331 ff.
- Manchot, J. Herzog: Untersuchungen über den Reaktionsmechanismus bei der Oxydation mit gasförmigem Sauerstoff. In: Zeitschrift für Anorganische Chemie. Band 27, 1901, ISSN 0044-2313, S. 397–419.
- Über Sauerstoffaktivierung durch Eisenoxydul. In: Zeitschrift für Anorganische Chemie. Band 27, 1901, ISSN 0044-2313, S. 420–431.
- Manchot, O. Wilhelms: Über Superoxyde des Eisens und die katalytische Wirkung der Eisensalze. In: Berichte der Deutschen Chemischen Gesellschaft. Jg. 34, Nr. 2, 1901, ISSN 0365-9496, S. 2479–2490 (online).
- Zur Theorie der Oxydationsprocesse. In: Justus Liebig's Annalen der Chemie. Band 325, Nr. 1, 1902, ISSN 0075-4617, S. 93–104.
- Über Peroxydbildung beim Eisen. In: Justus Liebig's Annalen der Chemie. Band 325, Nr. 1, 1902, ISSN 0075-4617, S. 105–124.
- Manchot, O. Wilhelms: Peroxydation der Chromoverbindungen. In: Justus Liebig's Annalen der Chemie. Band 325, Nr. 1, 1902, ISSN 0075-4617, S. 125–128.
- F. F. Henri Moissan, M.: Préparation et propriétés d'un siliciure de ruthénium. In: Comptes rendus hebdomadaires des séances de l'Académie des sciences. Band 137, Nr. 4, 1903, ISSN 0001-4036, S. 229–232.
- Manchot, P. Krische: Über die Einwirkung von Schwefelammonium auf Ketone und die Umwandlung von Thiopinakonen in Kohlenwasserstoffe. In: Justus Liebig's Annalen der Chemie. Band 337, Nr. 2, 1904, ISSN 0075-4617, S. 170–204.
- Manchot, A. Kieser: Über Doppelsilicide des Aluminiums. In: Justus Liebig's Annalen der Chemie. Band 337, Nr. 3, 1904, ISSN 0075-4617, S. 353–361.
- Manchot, A. Kieser: Über Constitutionsbestimmung von Siliciden. In: Justus Liebig's Annalen der Chemie. Band 342, Nr. 2/3, 1905, ISSN 0075-4617, S. 356–363.
- Manchot, R. Noll: Über Derivate des Triazols. In: Justus Liebig's Annalen der Chemie. Band 343, Nr. 1, 1905, ISSN 0075-4617, S. 1–27.
- Manchot, P. Richter: Über die Autooxydation des dreiwertigen Titans. In: Berichte der Deutschen Chemischen Gesellschaft. Jg. 39, Nr. 1, 1906, ISSN 0365-9496, S. 320/488–492.
- Notiz über die Verbrennung des Cadmiums. In: Berichte der Deutschen Chemischen Gesellschaft. Jg. 39, Nr. 1, 1906, ISSN 0365-9496, S. 1170–1171.
- Über Autoxydation und Oxydation mit Stickoxyd. In: Berichte der Deutschen Chemischen Gesellschaft. Jg. 39, Nr. 3, 1906, ISSN 0365-9496, S. 3510.
- Manchot, R. Kraus: Über die Constitution der Chromsäure. In: Berichte der Deutschen Chemischen Gesellschaft. Jg. 39, Nr. 3, 1906, ISSN 0365-9496, S. 3512–3515.
- Manchot, Zahn: Über Thioderivate aromatischer Aldehyde und Ketone und ihre Entschwefelung. In: Justus Liebig's Annalen der Chemie. Band 345, Nr. 1, 1906, ISSN 0075-4617, S. 315.
- Manchot, K. Zechentmayer: Über die Ferroverbindungen des Stickoxyds. In: Justus Liebig's Annalen der Chemie. Band 350, Nr. 3, 1906, ISSN 0075-4617, S. 368–389.
- Manchot, W. Kampschulte: Über die Einwirkung von Ozon auf metallisches Silber oder Quecksilber. In: Berichte der Deutschen Chemischen Gesellschaft. Jg. 40, Nr. 3, 1907, ISSN 0365-9496, S. 2891–2898.
- Manchot, W. Kampschulte: Über die sauren Eigenschaften des Ozons. In: Berichte der Deutschen Chemischen Gesellschaft. Jg. 40, Nr. 4, 1907, ISSN 0365-9496, S. 3951–5586.
- Manchot, H. Fischer: Über Siliciumketten. In: Justus Liebig's Annalen der Chemie. Band 357, Nr. 2/3, 1907, ISSN 0075-4617, S. 129–139.
- Manchot, H. Fischer: Über Aluminiumtitanid. In: Justus Liebig's Annalen der Chemie. Band 357, Nr. 2/3, 1907, ISSN 0075-4617, S. 140–144.
- Über Bildung von Stickoxyden im Ozonisator. In: Berichte der Deutschen Chemischen Gesellschaft. Jg. 41, Nr. 1, 1908, ISSN 0365-9496, S. 1–1518.
- Über Sauerstoffaktivierung. In: Verhandlungen der Physikalisch-Medizinischen Gesellschaft zu Würzburg. ser. nov., Bd. 39, 1908, ISSN 0931-6507, S. 215.
- Manchot, J. Newton Friend: Über die Cuproverbindungen des Kohlenoxydes. In: Justus Liebig's Annalen der Chemie. Band 359, Nr. 1/2, 1908, ISSN 0075-4617, S. 100–128.
- Untersuchungen über die Sauerstoffbindung im Blute. In: Justus Liebig's Annalen der Chemie. Band 370, 1909, ISSN 0075-4617, S. 241–285.
- Manchot, W. Brandt: Über die Cuproverbindungen des Aethylens und des Kohlenoxydes. In: Justus Liebig's Annalen der Chemie. Band 370, 1909, ISSN 0075-4617, S. 286–296.
- Manchot, J. R. Furlong: Über Isomerie bei Anilen (Schiffschen Basen). In: Berichte der Deutschen Chemischen Gesellschaft. Jg. 42, Nr. 3, 1909, ISSN 0365-9496, S. 3030–3036/4383.
- Demonstration des Ozons in der Flamme. In: Berichte der Deutschen Chemischen Gesellschaft. Jg. 42, Nr. 3, 1909, ISSN 0365-9496, S. 3948–3951.
- Über den Nachweis von Ozon in der Flamme. In: Berichte der Deutschen Chemischen Gesellschaft. Jg. 43, Nr. 1, 1910, ISSN 0365-9496, S. 750 ff.
- Über die Kondensation von Benzaldehyd mit Guajacol. In: Berichte der Deutschen Chemischen Gesellschaft. Jg. 43, Nr. 1, 1910, ISSN 0365-9496, S. 949–951.
- Über die Diazoverbindungen des Triazols. In: Berichte der Deutschen Chemischen Gesellschaft. Jg. 43, Nr. 2, 1910, ISSN 0365-9496, S. 1312–1317.
- Über Silikate mit verketteten Siliciumatomen. In: Berichte der Deutschen Chemischen Gesellschaft. Jg. 43, Nr. 3, 1910, ISSN 0365-9496, S. 3359.
- Manchot, F. Huttner: Über die Ferroverbindungen des Stickoxyds, Teil 2. In: Justus Liebig's Annalen der Chemie. Band 372, Nr. 2, 1910, ISSN 0075-4617, S. 153–178.
- Über die Verbindungen des Stickoxydes mit dem Eisen und dem Blutfarbstoff. In: Justus Liebig's Annalen der Chemie. Band 372, Nr. 2, 1910, ISSN 0075-4617, S. 179–186.
- Über die Verbindungen des Stickoxydes mit Kupferoxydsalzen. In: Justus Liebig's Annalen der Chemie. Band 375, Nr. 3, 1910, ISSN 0075-4617, S. 308–315.
- Über die vermeintliche Nitrosisulfosäure von Raschig (Sabatiers Nitrosodisulfosäure) und die Theorie des Bleikammerprozesses. In: Zeitschrift für angewandte Chemie und Zentralblatt für technische Chemie. Jg. 23, Nr. 45. Leipzig 1910, S. 2113 ff.
- Über die Wertigkeit des Metalles in den Blutfarbstoffen und die Bestimmung ihres Gasbindungsvermögens. Eine kritische Studie. In: Hoppe-Seyler's Zeitschrift für physiologische Chemie. Band 70, Nr. 2/3, 1910, ISSN 0018-4888, S. 230–249 (online).
- Über die "blaue Säure" (Raschigs Nitrosisulfosäure). Erwiderung an Herrn Raschig. In: Zeitschrift für angewandte Chemie und Zentralblatt für technische Chemie. Jg. 24, Nr. 1:1. Leipzig 1911, S. 13–15.
- Über die chemische Konstitution der Titaneisenerze. In: Zeitschrift für Anorganische Chemie. Band 74, 1912, ISSN 0044-2313, S. 79–85.
- Über das Gasbindungsvermögen des Blutfarbstoffs. In: Biochemische Zeitschrift. Band 43, 1912, ISSN 0366-0753, S. 438.
- Zur Kenntnis der "blauen Säure" (des Reduktionsproduktes von Salpetrig-Schwefelsäure). In: Zeitschrift für angewandte Chemie und Zentralblatt für technische Chemie. Jg. 25, Bd. 1, Nr. 21. Leipzig 1912, S. 1055–1058.
- Zur Kenntnis der Körper mit dreifacher Bindung. In: Justus Liebigs Annalen der Chemie. Band 387, Nr. 3, 1912, ISSN 0075-4617, S. 257–293.
- Über Phenol- und Chinonisomerie bei den Schiffschen Basen aromatischer Oxaldehyde. In: Justus Liebig's Annalen der Chemie. Band 388, Nr. 2, 1912, ISSN 0075-4617, S. 103–135.
- Über die Verflüchtigung von Vanadinsäure durch Flußsäure. In: Berichte der Deutschen Chemischen Gesellschaft. Jg. 45, Bd. 1, Nr. 6, 1912, ISSN 0365-9496, S. 1154.
- Über Kohlenoxyd bindende Eisensalze. In: Berichte der Deutschen Chemischen Gesellschaft. Jg. 45, Nr. 3, 1913, ISSN 0365-9496, S. 2869–2879.
- Manchot, J. Haas: Über Kachlers Äthylen-Eisenchlorür. In: Berichte der Deutschen Chemischen Gesellschaft. Jg. 45, Nr. 3, 1913, ISSN 0365-9496, S. 3052–3055.
- Über Kohlenoxyd bindende Eisensalze. In: Berichte der Deutschen Chemischen Gesellschaft. Jg. 45, Nr. 3, 1913, ISSN 0365-9496, S. 2869–2879.
- Über die Einwirkung von Ozon auf flüssiges Ammoniak. In: Berichte der Deutschen Chemischen Gesellschaft. Jg. 46, Nr. 1, 1913, ISSN 0365-9496, S. 1089–1093.
- Manchot, J. Haas: Über die Konstitution der Mercurierungsprodukte von Acetylenen. In: Justus Liebig’s Annalen der Chemie. Band 399, Nr. 1, 1913, ISSN 0075-4617, S. 123–154.
- Antwort auf die Arbeit von J. H. Burn: „Über die Sauerstoffkapazität des Blutfarbstoffes“. In: Hoppe-Seyler’s Zeitschrift für physiologische Chemie. Band 84, Nr. 4, 1913, ISSN 0018-4888, S. 306–308 (online).
- Manchot, P. Woringer: Über Kohlenoxyd bindende Eisensalze. Teil 2: Über die Einwirkung von Aminen auf Nitroprussidnatrium. In: Berichte der Deutschen Chemischen Gesellschaft. Jg. 46, Bd. 3, 1914, ISSN 0365-9496, S. 3514–3521.
- Über die Verbindungen des Stickoxyds mit Ferro- und Cuprisalzen. In: Berichte der Deutschen Chemischen Gesellschaft. Jg. 47, Bd. 2, 1914, ISSN 0365-9496, S. 1601–1614.
- Demonstrationsversuche mit Ferrostickoxyd-Verbindungen. In: Berichte der Deutschen Chemischen Gesellschaft. Jg. 47, Bd. 2, 1914, ISSN 0365-9496, S. 1614–1616.
- Über die Konstitution des Einwirkungsprodukts von Acetylen auf Quecksilberchlorid. In: Justus Liebigs Annalen der Chemie. Band 417, Nr. 1, 1918, ISSN 0075-4617, S. 93–106.
- Manchot, J. Haas: Katalysator für die Oxydation von Ammoniak durch Luft oder Sauerstoff. Patentschrift Nr. 300651. Berlin 20. Oktober 1919.
- Herleitung vom Molekular- und Atomgewicht. In: Chemiker-Zeitung. Nr. 22, 1920.
- Über die Konstitution der Quecksilberverbindungen des Kohlenoxyds und des Äthylens. In: Berichte der Deutschen Chemischen Gesellschaft. Jg. 53, Bd. 1, 1920, ISSN 0365-9488, S. 984–987.
- Die Quecksilberderivate des Äthylens. In: Justus Liebig's Annalen der Chemie. Band 420, Nr. 2, 1920, ISSN 0075-4617, S. 170–190.
- Die Quecksilberderivate von Körpern mit mehrfacher Bindung. In: Justus Liebig's Annalen der Chemie. Band 421, Nr. 2/3, 1920, ISSN 0075-4617, S. 316–330.
- Die Mercurierung von Phenoläthern. In: Justus Liebig's Annalen der Chemie. Band 421, Nr. 2/3, 1920, ISSN 0075-4617, S. 331–345.
- Über die Konstitution der Quecksilber-Verbindungen des Kohlenoxyds und des Äthylens. In: Berichte der Deutschen Chemischen Gesellschaft. Jg. 54, Bd. 1, 1921, ISSN 0365-9488, S. 571–574.
- Über die in Flußsäure lösliche Modifikation des Siliciums. In: Berichte der Deutschen Chemischen Gesellschaft. Jg. 54, Abt. B, Bd. 2, 1921, ISSN 0365-9488, S. 3107–3111.
- Zur Kenntnis der Formen des Siliciums: Über die Löslichkeit von Silicium in Flußsäure. In: Zeitschrift für anorganische und allgemeine Chemie. Band 120, 1922, ISSN 0044-2313, S. 277–299.
- Über die Hydratbildung des Selendioxydes. In: Zeitschrift für anorganische und allgemeine Chemie. Band 120, 1922, ISSN 0044-2313, S. 300–308.
- Über die Formen des Siliciums. Teil 2: Silicium aus Kupfersilicium. In: Zeitschrift für anorganische und allgemeine Chemie. Band 122, 1922, ISSN 0044-2313, S. 22–26.
- Die Identität von amorphem und kristallisiertem Silicium. In: Zeitschrift für anorganische und allgemeine Chemie. Band 124, 1922, ISSN 0044-2313, S. 333 ff.
- Manchot, F. Oberhauser: Über Bromometrie als Ersatz für Jodometrie. In: Zeitschrift für anorganische und allgemeine Chemie. Band 130, 1923, ISSN 0044-2313, S. 161–167.
- Manchot, F. Oberhauser: Über bromometrische Ozonbestimmung. In: Zeitschrift für anorganische und allgemeine Chemie. Band 130, 1923, ISSN 0044-2313, S. 168–172.
- Manchot, E. Bauer: Über das Ozon in den Flammen. In: Zeitschrift für anorganische und allgemeine Chemie. Band 133, 1924, ISSN 0044-2313, S. 341–360.
- Manchot, L. Lorenz: Über die thermische Dissoziation des Mangan- und Magnesiumcarbonats. In: Zeitschrift für anorganische und allgemeine Chemie. Band 134, 1924, ISSN 0044-2313, S. 297–316.
- Manchot, F. Oberhauser: Neues Verfahren zur Bestimmung des Eisens mit Permanganat in salzsaurer Lösung. In: Zeitschrift für anorganische und allgemeine Chemie. Band 138, 1924, ISSN 0044-2313, S. 189–194.
- Manchot, F. Steinhäuser: Bromometrische Bestimmung von phosphoriger und unterphosphoriger Säure. In: Zeitschrift für anorganische und allgemeine Chemie. Band 138, 1924, ISSN 0044-2313, S. 304–310.
- Manchot, F. Steinhäuser: Das Gleichgewicht der Reaktionen von Arseniger Säure mit Brom und Arsensäure mit Bromwasserstoff. In: Zeitschrift für anorganische und allgemeine Chemie. Band 138, 1924, ISSN 0044-2313, S. 357–367.
- Manchot, F. Oberhauser: Bromometrische Bestimmungen. In: Zeitschrift für anorganische und allgemeine Chemie. Band 139, 1924, ISSN 0044-2313, S. 40–50.
- Über das Dissoziationsgleichgewicht der Ferrostickoxydsalze. In: Zeitschrift für anorganische und allgemeine Chemie. Band 140, Nr. 1/2, 1924, ISSN 0044-2313, S. 22–36.
- Manchot, E. Linckh: Darstellung kristallisierter Ferrostickoxydsalze. Teil 3: Kristallisiertes Ferroselenatstickoxyd. In: Zeitschrift für anorganische und allgemeine Chemie. Band 140, Nr. 1/2, 1924, ISSN 0044-2313, S. 37–46.
- Manchot, A. Wirzmüller: Über die Darstellung von Selensäure. In: Zeitschrift für anorganische und allgemeine Chemie. Band 140, Nr. 1/2, 1924, ISSN 0044-2313, S. 47–51.
- Verfahren zur Bestimmung der Löslichkeit von Gasen in Flüssigkeiten. In: Zeitschrift für anorganische und allgemeine Chemie. Band 141, Nr. 1, 1924, ISSN 0044-2313, S. 38–44.
- Untersuchungen über Gaslöslichkeit und Hydratation. In: Zeitschrift für anorganische und allgemeine Chemie. Band 141, Nr. 1, 1924, ISSN 0044-2313, S. 45–81.
- Manchot, F. Oberhauser: Bromometrische Bestimmung von Ammoniak, schwefliger Säure, Schwefelwasserstoff und Chromaten. In: Berichte der Deutschen Chemischen Gesellschaft. Jg. 57, Bd. 1, 1924, ISSN 0365-9488, S. 571–574.
- Manchot, F. Oberhauser: Bromometrische Bestimmung der Jodzahl. In: Zeitschrift für Untersuchung der Nahrungs- und Genußmittel sowie der Gebrauchsgegenstände. Band 47, Nr. 4, 1924, ISSN 0372-9419, S. 261–263.
- Über Verbindungen von Silbersalzen mit Kohlenoxyd. In: Berichte der Deutschen Chemischen Gesellschaft. Jg. 57, Abt. B, Bd. 2, 1924, ISSN 0365-9488, S. 1157 ff.
- Manchot, J. König: Über Verbindungen von Kohlenoxyd mit Rutheniumsalzen. In: Berichte der Deutschen Chemischen Gesellschaft. Jg. 57, Abt. B, Bd. 2, 1924, ISSN 0365-9488, S. 2130–2133.
- Manchot, F. Oberhauser: Bemerkungen zur Jodbromzahlbestimmung. In: Pharmazeutische Zentralhalle für Deutschland. Zeitschrift für wissenschaftliche, praktische u. geschäftliche Interessen der Pharmazie. Jg. 66, Nr. 42, 1925, ISSN 0369-9773, S. 688 ff.
- Das elementare Silicium und sein Verhalten in metallischen Schmelzen. In: Wissenschaftliche Vorträge, gehalten auf den Hochschultagungen 1922–24 der Technischen Hochschule München. München 1925, S. 63–68.
- Über die Verbindungen des Kohlenoxyds mit Metallsalzen und ihre Beziehungen zum Periodischen System. In: Chemiker-Zeitung. Fach- und Handelsblatt für Chemiker, Hüttenleute, Ingenieure, Fabrikanten, Apotheker, Großhändler. Jg. 49, Nr. 120, 6. Oktober 1925, ISSN 0009-2894, S. 845 ff.
- Über das Gleichgewicht Metallchlorid + Schwefelwasserstoff + Metallsulfid + Salzsäure und darauf beruhende Trennungen. Versuche mit Cadmium, Wismut und Blei. In: Zeitschrift für analytische Chemie. Band 67, Nr. 5/6. München 1925, S. 177–195.
- Manchot, F. Oberhauser: Über Verfahren zur maßanalytischen Bestimmung von Eisen in salzsaurer Lösung. In: Zeitschrift für analytische Chemie. Band 67, Nr. 5/6. München 1925, S. 196 ff.
- Manchot, J. König: Über Verbindungen von Kohlenoxyd mit Osmiumchlorür. In: Berichte der Deutschen Chemischen Gesellschaft. Jg. 58, Nr. 1, Abt. B, 1925, ISSN 0365-9488, S. 229–232.
- Manchot, H. Gall: Über Metall-Kohlenoxydsalze. Teil 9: Über eine Verbindung von Kohlenoxyd mit Iridiumchlorür. In: Berichte der Deutschen Chemischen Gesellschaft. Jg. 58, Nr. 1, Abt. B, 1925, ISSN 0365-9488, S. 232–234.
- H. Gall, M.: Katalytische Hydrierung anorganischer Substanzen. In: Berichte der Deutschen Chemischen Gesellschaft. Jg. 58, Nr. 3, Abt. B, 1925, ISSN 0365-9488, S. 482–485.
- Manchot, H. Gall: Dehydrierung und Autoxydation, ihr Verhältnis zueinander. In: Berichte der Deutschen Chemischen Gesellschaft. Jg. 58, Nr. 3, Abt. B, 1925, ISSN 0365-9488, S. 486–492.
- Manchot, J. König: Über eine Kohlenoxydverbindung des Rhodiums. In: Berichte der Deutschen Chemischen Gesellschaft. Jg. 58, Abt. B, Bd. 2, 1925, ISSN 0365-9488, S. 2173 ff.
- Manchot, H. Gall: Über eine Kohlenoxyd-Verbindung des Goldes. In: Berichte der Deutschen Chemischen Gesellschaft. Jg. 58, Abt. B, Bd. 2, 1925, ISSN 0365-9488, S. 2175–2178.
- Über Metall-Kohlenoxyd-Salze. Teil 12: Über das Verhalten des Kohlenoxyds gegen Palladium- und Platinsalze und eine darauf beruhende Trennung von Palladium und Platin. In: Berichte der Deutschen Chemischen Gesellschaft. Jg. 58, Abt. B, Bd. 2, 1925, ISSN 0365-9488, S. 2518–2521.
- Manchot, E. Linckh: Über die Konstitution und die Absorptionsspektren der Ferro- und Cupri-Stickoxyd-Salze. In: Berichte der Deutschen Chemischen Gesellschaft. Jg. 59, Abt. B, Nr. 3, 1926, ISSN 0365-9488, S. 406–411.
- Manchot, E. Linckh: Über die Konstitution und die Absorptionsspektren der Schwefeleisen-Stickoxyd-Verbindungen (Roussin'schen Salze) und ihre Beziehungen zu den dissoziierenden Ferro-Stickoxyd-Salzen. In: Berichte der Deutschen Chemischen Gesellschaft. Jg. 59, Abt. B, Nr. 3, 1926, ISSN 0365-9488, S. 412–418.
- Manchot, J. König: Über Metall-Kohlenoxyd-Salze. Teil 13: Über eine Kohlenoxyd-Verbindung des Palladiums. In: Berichte der Deutschen Chemischen Gesellschaft. Jg. 59, Abt. B, Nr. 5, 1926, ISSN 0365-9488, S. 883–886.
- Manchot, H. Gall: Über Carbonyl-kobaltocyankalium und die Wertigkeit des Zentralatoms in komplexen Salzen. In: Berichte der Deutschen Chemischen Gesellschaft. Jg. 59, Abt. B, Nr. 5, 1926, ISSN 0365-9488, S. 1056–1059.
- Manchot, H. Gall: Zur Charakterisierung der Metallcarbonyle: Über eine Carbonyl-Verbindung des einwertigen Nickels. In: Berichte der Deutschen Chemischen Gesellschaft. Jg. 59, Abt. B, Nr. 5, 1926, ISSN 0365-9488, S. 1060–1063.
- Manchot, H. Schmid: Zur Kenntnis der Metall-Nitroso-Verbindungen: Über eine Stickoxyd-Verbindung des Mangans. In: Berichte der Deutschen Chemischen Gesellschaft. Jg. 59, Abt. B, Nr. 9, 1926, ISSN 0365-9488, S. 2360–2363.
- Manchot, A. Waldmüller: Zur Kenntnis der Metall-Nitroso-Verbindungen: Über Stickoxyd-Verbindungen des Palladiums. In: Berichte der Deutschen Chemischen Gesellschaft. Jg. 59, Abt. B, Nr. 9, 1926, ISSN 0365-9488, S. 2363–2366.
- Über einwertiges Eisen, Kobalt und Nickel. In: Berichte der Deutschen Chemischen Gesellschaft. Jg. 59, Abt. B, Nr. 10, 1926, ISSN 0365-9488, S. 2445–2453.
- Über eine Verbindung von Schwefelsäure-anydrid mit Stickoxyd und die Theorie des Bleikammer-Prozesses. In: Berichte der Deutschen Chemischen Gesellschaft. Jg. 59, Abt. B, Nr. 10, 1926, ISSN 0365-9488, S. 2672–2681.
- Manchot, A. Leber: Über die Verbindungen und die Legierungen des Titans mit Aluminium. In: Zeitschrift für anorganische und allgemeine Chemie. Band 150, 1926, ISSN 0044-2313, S. 26–34.
- Manchot, J. König: Bemerkungen zu der Arbeit von H. Remy über die Rolle des Kohlenoxyds bei der Darstellung von Ruthentrichlorid. In: Zeitschrift für anorganische und allgemeine Chemie. Band 159, 1927, ISSN 0044-2313, S. 269 ff.
- Über einwertiges Eisen. Herrn H. Reihlen zur Erwiderung. In: Justus Liebigs Annalen der Chemie. Band 459, Nr. 1, 1927, ISSN 0075-4617, S. 47–52.
- Manchot, H. Gall: Über einwertiges Mangan. In: Berichte der Deutschen Chemischen Gesellschaft. Jg. 60, Nr. 1, 1927, ISSN 0365-9488, S. 191–194.
- Manchot, O. Scherer: Über quantitative Bestimmung von Kohlenoxyd durch Titrieren mit Silber-Lösung. In: Berichte der Deutschen Chemischen Gesellschaft. Jg. 60, Abt. B, Nr. 2, 1927, ISSN 0365-9488, S. 326–332.
- Manchot, F. Kaeß: Über einwertiges Eisen, Kobalt und Nickel. Teil 2. In: Berichte der Deutschen Chemischen Gesellschaft. Jg. 60, Abt. B, Nr. 9, 1927, ISSN 0365-9488, S. 2175–2180.
- Manchot, W. Pflaum: Über die chemische Äquivalenz von Kohlenoxyd und Stickoxyd. In: Berichte der Deutschen Chemischen Gesellschaft. Jg. 60, Abt. B, Nr. 9, 1927, ISSN 0365-9488, S. 2180–2182.
- Manchot, J. König: Über Silbersulfat-Kohlenoxyd. In: Berichte der Deutschen Chemischen Gesellschaft. Jg. 60, Abt. B, Nr. 9, 1927, ISSN 0365-9488, S. 2183–2184.
- Manchot, H. Gall: Über einwertiges Eisen, Kobalt und Nickel. Teil 3: Der Reduktionsvorgang beim Eisen. In: Berichte der Deutschen Chemischen Gesellschaft. Jg. 60, Abt. B, Nr. 10, 1927, ISSN 0365-9488, S. 2318–2322.
- Manchot, H. Gall: Über einwertiges Mangan. Teil 2. In: Berichte der Deutschen Chemischen Gesellschaft. Jg. 61, Bd. 1, 1927, ISSN 0365-9488, S. 1135–1140.
- Sul ferro, cobalto e nichel monovalenti. In: Gazzetta chimica italiana. Jg. 58, Nr. 9, 1928, ISSN 0016-5603, S. 560–562.
- Manchot, G. Lehmann: Über die Einwirkung von Hydroperoxyd auf Ferrosalz. (Studien über die Oxydationsvorgänge). In: Justus Liebigs Annalen der Chemie. Band 460, Nr. 2, 1928, ISSN 0075-4617, S. 179–201.
- Manchot, H. Gall: Schlußwort an Herrn H. Reihlen. In: Justus Liebigs Annalen der Chemie. Band 465, Nr. 3, 1928, ISSN 0075-4617, S. 304 ff.
- Manchot, H. Gall: Über einwertiges Eisen, Kobalt und Nickel. Teil 4: Über die Einwirkung von Stickoxyd auf Eisen(II)-mercaptid. In: Berichte der Deutschen Chemischen Gesellschaft. Jg. 61, Abt. B, Bd. 2, 1928, ISSN 0365-9488, S. 2393 ff.
- Manchot, G. Lehmann: Zur chemischen Charakterisierung der Schwefel-Stickoxydverbindungen des einwertigen Eisens, Kobalts und Nickels. In: Justus Liebigs Annalen der Chemie. Band 470, Nr. 3, 1929, ISSN 0075-4617, S. 255–261.
- Die Konstitution der Schwefel-Stickoxydverbindungen des einwertigen Eisens, Kobalts und Nickels. In: Justus Liebigs Annalen der Chemie. Band 470, Nr. 3, 1929, ISSN 0075-4617, S. 261–270.
- Manchot, H. Gall: Über eine Methylalkoholverbindung des Eisennitrosyls. In: Justus Liebigs Annalen der Chemie. Band 470, Nr. 3, 1929, ISSN 0075-4617, S. 271–274.
- Manchot, E. Enk: Über Eisen-tetra-nitrosyl. In: Justus Liebigs Annalen der Chemie. Band 470, Nr. 3, 1929, ISSN 0075-4617, S. 275–283.
- Manchot, H. Gall: Über einwertiges Eisen, Kobalt und Nickel. Teil 5: Über eine Bildungsweise des Nickelcarbonyls. In: Berichte der Deutschen Chemischen Gesellschaft. Jg. 62, Bd. 1, 1929, ISSN 0365-9488, S. 678–681.
- Manchot, S. Davidson: Über einwertiges Eisen, Kobalt und Nickel. Teil 6: Zur Kenntnis der Eisen-Schwefel-Stickoxyd-Verbindungen. In: Berichte der Deutschen Chemischen Gesellschaft. Jg. 62, Bd. 1, 1929, ISSN 0365-9488, S. 681–687.
- Manchot, H. Schmid: Über die Reaktion von Schwefeldioxyd mit Stickstoffdioxyd. In: Berichte der Deutschen Chemischen Gesellschaft. Jg. 62, Bd. 1, 1929, ISSN 0365-9488, S. 1261–1263.
- Manchot, G. Lehmann: Über Entstehung von Phosgen bei der Einwirkung des Kohlenoxydes auf Halogenide der Platinmetalle. In: Berichte der Deutschen Chemischen Gesellschaft. Jg. 63, Bd. 1, 1930, ISSN 0365-9488, S. 1221–1224.
- Über die Einwirkung von Ozon auf Ammoniak. In: Berichte der Deutschen Chemischen Gesellschaft. Jg. 63, Bd. 1, 1930, ISSN 0365-9488, S. 1225 ff.
- Manchot, J. Düsing: Über Ruthenium(III)-nitroso-pentacyan-kalium, ein Analogen des Nitroprussid-kaliums. In: Berichte der Deutschen Chemischen Gesellschaft. Jg. 63, Bd. 1, 1930, ISSN 0365-9488, S. 1226–1228.
- Manchot, H. Funk: Zur Kenntnis der Formen des Siliciums. In: Berichte der Deutschen Chemischen Gesellschaft. Jg. 63, Bd. 1, 1930, ISSN 0365-9488, S. 1441–1446.
- Manchot, G. Lehmann: Über einwertiges Platin. In: Berichte der Deutschen Chemischen Gesellschaft. Jg. 63, Abt. B, Bd. 2, 1930, ISSN 0365-9488, S. 2775–2782.
- Manchot, H. Schmid: Über einwertiges Palladium. In: Berichte der Deutschen Chemischen Gesellschaft. Jg. 63, Abt. B, Bd. 2, 1930, ISSN 0365-9488, S. 2782–2786.
- Manchot, G. Lehmann: Über Bestimmung von Kohlenoxyd mittels Silberoxyds. In: Berichte der Deutschen Chemischen Gesellschaft. Jg. 64, Abt. B, Bd. 2, 1931, ISSN 0365-9488, S. 1261–1266.
- Manchot, H. Schmid: Über das Auftreten einwertiger Stufen in der achten Gruppe des periodischen Systems. In: Berichte der Deutschen Chemischen Gesellschaft. Jg. 64, Abt. B, Bd. 2, 1931, ISSN 0365-9488, S. 2672–2677.
- M. et al.: Über 3-wertiges Rhenium und sein Verhalten bei der Oxydation. In: Berichte der Deutschen Chemischen Gesellschaft. Jg. 64, Abt. B, Bd. 2, 1931, ISSN 0365-9488, S. 2905–2908.
- Manchot, H. Schmid: Über den Mechanismus der Oxydationsvorgänge und die Autoxydation des 2-wertigen Eisens. In: Berichte der Deutschen Chemischen Gesellschaft. Jg. 65, Abt. B, Bd. 1, 1932, ISSN 0365-9488, S. 98–109.
- Über die "blaue Säure". In: Zeitschrift für anorganische und allgemeine Chemie. Band 210, Nr. 2, 1933, ISSN 0044-2313, S. 135–144.
- Manchot, W. Pflaum: Über den Mechanismus der Oxydationsvorgänge und die Oxydation von Eisen(II)salzen durch Wasserstoffsuperoxyd. In: Zeitschrift für anorganische und allgemeine Chemie. Band 211, Nr. 1/2, 1933, ISSN 0044-2313, S. 1–15.
- Manchot, J. Düsing: Über die niedrigsten Wertigkeitsstufen von Rhenium und Ruthenium: dreiwertiges Rhenium und einwertiges Ruthenium. In: Zeitschrift für anorganische und allgemeine Chemie. Band 212, Nr. 1, 1933, ISSN 0044-2313, S. 21–31.
- Manchot, J. Düsing: Studien über die Eisenähnlichkeit des Rutheniums: Über Ruthenium-Nitroprussidnatrium. In: Zeitschrift für anorganische und allgemeine Chemie. Band 212, Nr. 1, 1933, ISSN 0044-2313, S. 109–112.
- Über die blaue Säure des Bleikammerprozesses. Teil 2. In: Zeitschrift für anorganische und allgemeine Chemie. Band 213, Nr. 3, 1933, ISSN 0044-2313, S. 255 ff.
- Manchot, H. Schmid: Studien über die Eisenähnlichkeit des Rutheniums: Stickoxydverbindungen des zweiwertigen Rutheniums. In: Zeitschrift für anorganische und allgemeine Chemie. Band 216, Nr. 1, 1933, ISSN 0044-2313, S. 99–103.
- Manchot, H. Schmid: Darstellung und Autoxydation der blauen Ruthenium(II)lösung. In: Zeitschrift für anorganische und allgemeine Chemie. Band 216, Nr. 1, 1933, ISSN 0044-2313, S. 104–108.
- Induced Reactions and the Higher Oxides of Iron. In: The Journal of Physical Chemistry. Band 37, Nr. 5, 1933, ISSN 0022-3654, S. 655 ff.
- Manchot, J. Düsing: Über die unteren Wertigkeitsstufen des Rheniums. In: Justus Liebigs Annalen der Chemie. Band 509, Nr. 3, 1934, ISSN 0075-4617, S. 228–240.
- Das periodische System der chemischen Verbindungen vom Typ AmBn, Bemerkung zu dem Beitrag von H. Grimm. In: Angewandte Chemie. Jg. 48, 1935, ISSN 0044-8249.
- Manchot, W. J. Manchot: Darstellung von Rutheniumcarbonylen und -nitrosylen. In: Zeitschrift für anorganische und allgemeine Chemie. Band 226, Nr. 4, 1936, ISSN 0044-2313, S. 385–415.